# Pasticciotto
Le  (prononcé : [pastiˈtʃɔtto] ; pluriel : ) est une pâtisserie italienne typique de la région du Salento, dans les Pouilles, composé de pâte sablée fourrée de crème pâtissière et cuite au four. 
La naissance du  remonte au moins au xvie siècle à Rome, comme en témoigne le livre de cuisine de 1570 de Bartolomeo Scappi, cuisinier originaire de Dumenza, qui faisait partie de la confrérie des cuisiniers et pâtissiers de la ville. La recette du pasticciotto à la crème a été adoptée dans le Salento très probablement au début des années 1900 et a eu la plus grande diffusion artisanale dans les années 1970 entre Lecce et Galatina, où elle a été produite et commercialisée, dans sa forme ovale typique, par le maître pâtissier Luigi Sabella à partir de 1930. Depuis lors, de nombreuses variantes ont été proposées à ce dessert qui a contribué à populariser la cuisine typique du Salento. Le  doit être consommé encore chaud pour apprécier l'odeur de la crème et la consistance de la pâte sablée fraîchement cuite. 
L’aspect traditionnel du produit est due à la disponibilité locale des matières premières et à la méthode de production qui se déroule selon les traditions artisanales et familiales.
À partir du xxe siècle à Galatina, le saindoux est utilisé comme matière grasse pour la pâte à pâtisseries. L’ajout de cet ingrédient a contribué à renforcer la typicité de la recette. Alternativement, certains chefs pâtissiers utilisent de la margarine végétale, dont les propriétés physiques la rapprochent du saindoux. Les deux ingrédients assurent, en plus d'une cuisson similaire, une meilleure maniabilité que le beurre, qui a plutôt tendance à fondre plus facilement compte tenu du climat méditerranéen du Salento, très chaud en été.
Les Salentins consomment typiquement ce dessert pendant les premières heures de la journée, pour le petit-déjeuner. 

## Variantes

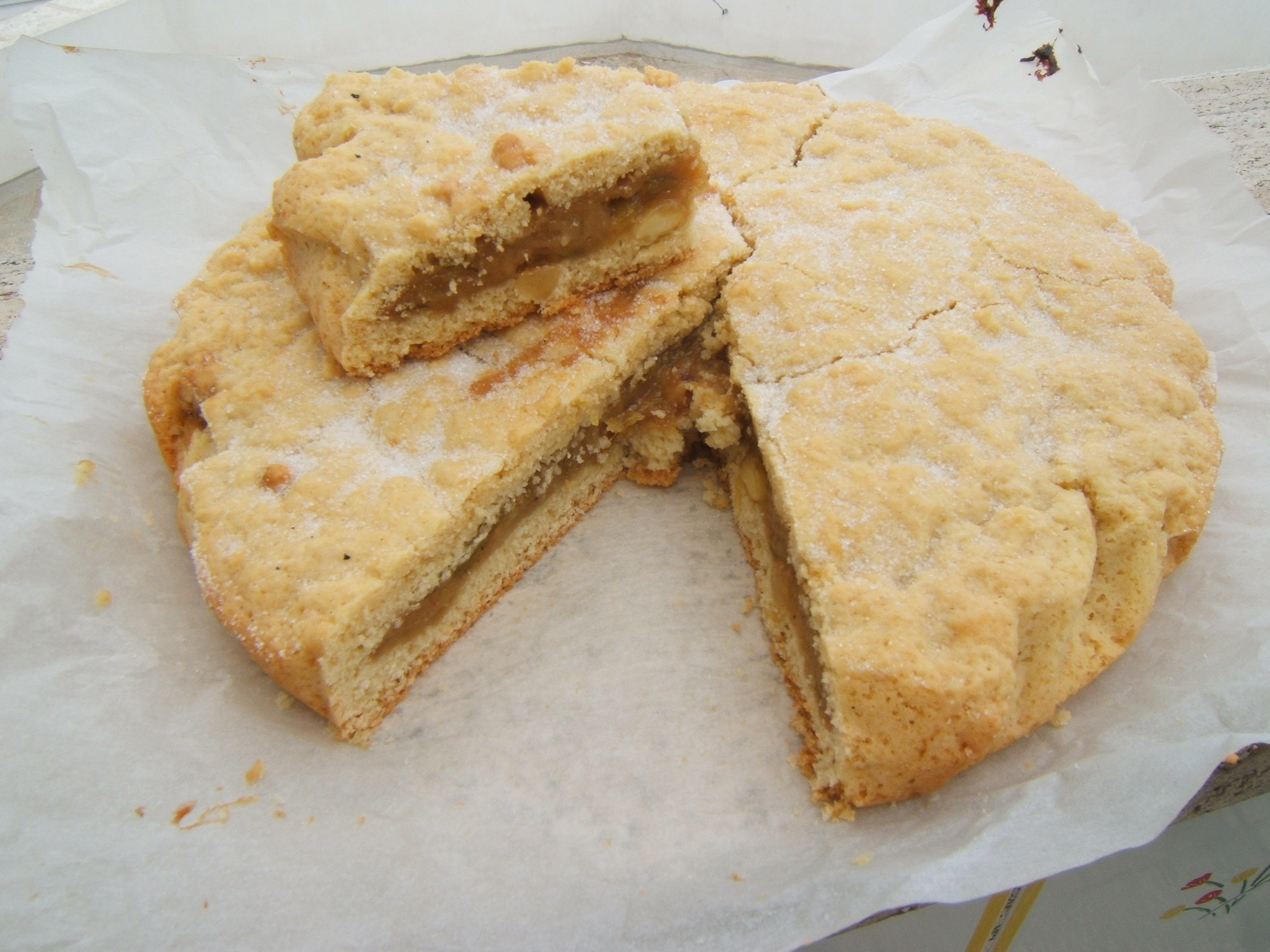
Une tarte pasticciotto avec une garniture amandes et figues.

En plus d'être préparé sous sa forme classique d'une petite tarte ovale, le  existe également sous forme de gâteau rond, très similaire au gâteau basque. Il existe également une variante napolitaine de ce gâteau, le  napolitain, qui contient de la cerise noire en plus de la crème habituelle. 
On trouve de nos jours sur le marché des  à l'orange, à la confiture de cerise, à la crème au chocolat, ainsi que des  noirs faits de pâte brisée au cacao avec de la crème de gianduia, de la crème au chocolat, ou de la crème anglaise avec des morceaux de chocolat. 
Le fruttone est une variante du pasticciotto composée d'une base de pâte brisée remplie de pâte d'amande fraîche et de confiture, le tout recouvert d'une couche de chocolat noir. Contrairement au , le fruttone doit être servi froid.

## Histoire
La plus ancienne attestation du terme «  » connue remonte à 1538 et se trouve dans l’importante correspondance de l'écrivain des Marches Annibal Caro (1507-1566).
La première source documentaire qui témoigne de l'existence du  dans sa forme actuelle remonte à 1707 : il est mentionné les archives de la curie épiscopale de Nardò, dans l'inventaire dressé le 27 juillet 1707 à l’occasion de la mort de l’évêque Orazio Fortunato. Entre autres articles ménagers apparaissent . C'est un témoignage qui relie le nom à la forme du , mais ne dit cependant rien sur sa composition. 
Quelques études ont identifié les grandes étapes de l’évolution, à la fois du nom, souvent associé à une grande variété de recettes salées et sucrées, et des composants du  salentin, à travers les sources littéraires les plus fiables sur le sujet : les livres de recettes de gastronomie ancienne. La première mention est dans une recette ancienne (1570) de Bartolomeo Scappi, mettant en valeur les témoignages des recettes de Vittorio Lancellotti da Camerino (Lo Scalco Prattico, Rome, 1627), Giovan Battista Crisci (Lucerna de Corteggiani, Naples, 1634), Antonio Latini (Lo Scalco alla Moderna, Naples, 1694), et enfin l'analyse des suggestions contenues dans les livres de cuisine de Vincenzo Corrado (Il Cuoco Galante, Naples, 1778) et d’Ippolito Cavalcanti (Cucina teorico-pratica, Naples, 1837).

## Légende contemporaine
Un livre de recettes locales de Galatina, publié en 2003 et dirigé par Loredana Viola, esquisse pour la première fois une version de l'histoire du , spécialité de la « pâtisserie Ascalone », affirmant qu'elle a été ouverte en 1740 et qu'elle a été « réputé dans tout le royaume de Naples ». Selon cette histoire, Andrea Ascalone était l'un des pâtissiers les plus populaires du Mezzogiorno.

## Reconnaissance
Le  est reconnu comme un dessert typique des villes de Lecce et Galatina. Il est présent dans la liste des produits agroalimentaires traditionnels de la région des Pouilles, établie par le ministère des Politiques agricoles, alimentaires et forestières (conformément à l'article 8 du décret législatif no 173 du 30 avril 1998), avec le décret du 22 juillet 2004.